# Huíla (provins)
Huila er en provins i Angola. Den har et areal på 79.022 km2
og et befolkningstal på 2.497.422 (2014) indbyggere. Lubango er hovedbyen i provinsen.
Provinsen var skueplads for mange af kampene i borgerkrigen i Angola. Byen Jamba i provinsen var hjemmebase for Jonas Savimbis UNITA og vært for "Democratic International" eller "Jamba Jamboree", en forsamling af højreorienterede oprørere støttet af USA's konservative lobbyister Jack Abramoff og Jack Wheeler og finansieret af Lewis Lehrman i 1985.

## Eksterne links
- angola.org.uk Arkiveret 2. august 2008 hos  Wayback Machine
- Den amerikanske styremagts statistik fra 1988

14°15′00″S 14°50′00″Ø / 14.25°S 14.833333333333°Ø